# Bergs socken, Småland

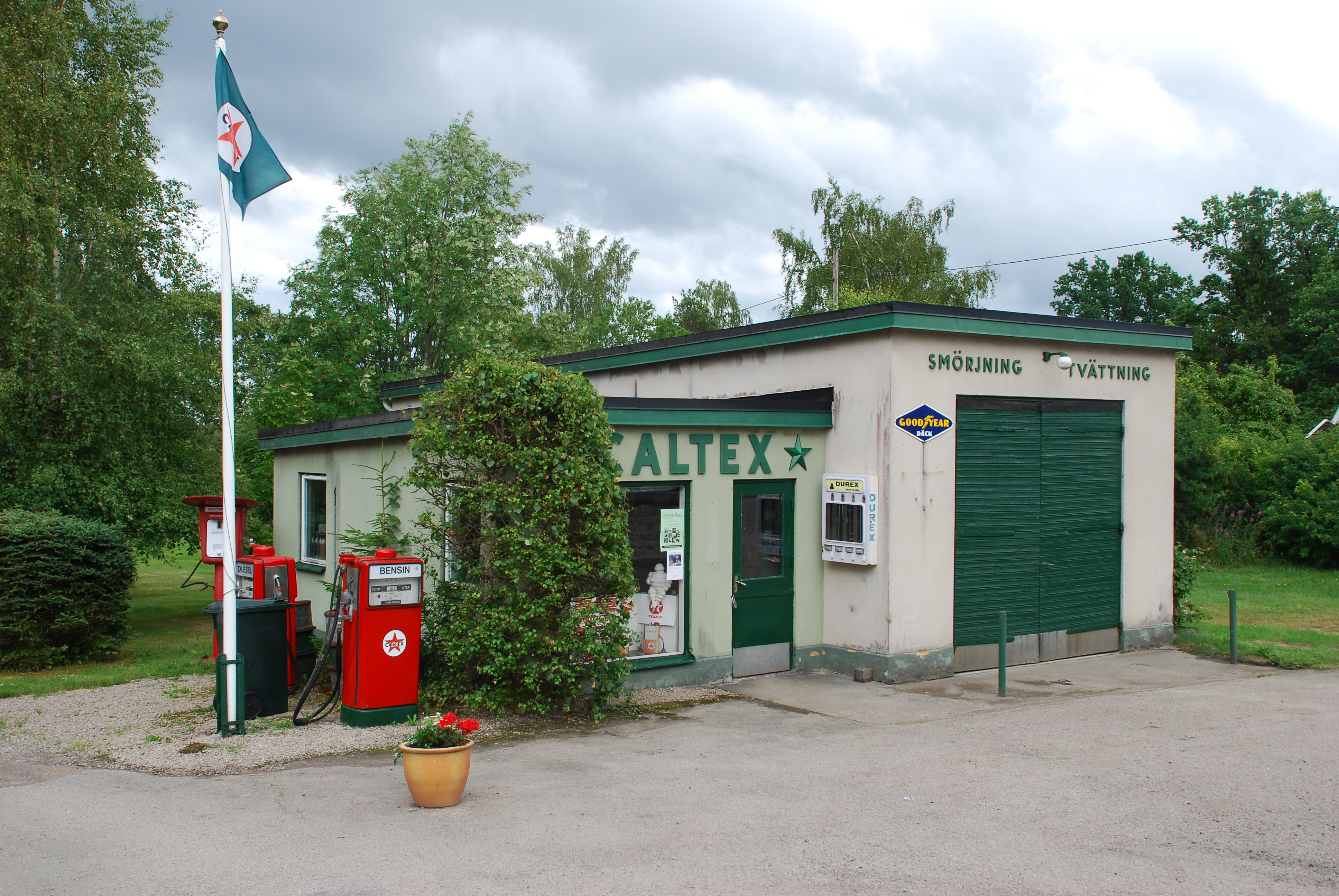
Caltex-macken i Berg

Bergs socken i Småland ingick i Norrvidinge härad i Värend, ingår sedan 1971 i Växjö kommun och motsvarar från 2016 Bergs distrikt i Kronobergs län.
Socknens areal är 80,35 kvadratkilometer, varav land 73,51. År 2000 fanns här 482 invånare. Kyrkbyn Berg med sockenkyrkan Bergs kyrka ligger i socknen. 

## Administrativ historik
Bergs socken har medeltida ursprung. Någon gång före 1346 utbröts Aneboda socken.
Vid kommunreformen 1862 övergick socknens ansvar för de kyrkliga frågorna till Bergs församling och för de borgerliga frågorna till Bergs landskommun.  Denna senare inkorporerades 1952 i Lammhults landskommun som sedan 1971 uppgick i Växjö kommun. Församlingen uppgick 2010 i Aneboda-Asa-Bergs församling.
1 januari 2016 inrättades distriktet Berg, med samma omfattning som församlingen hade 1999/2000.  
Socknen har tillhört samma fögderier och domsagor som Norrvidinge härad. De indelta soldaterna tillhörde Kronobergs regemente, Norrvidinge kompani och Smålands husarregemente, Växjö kompani.

## Geografi

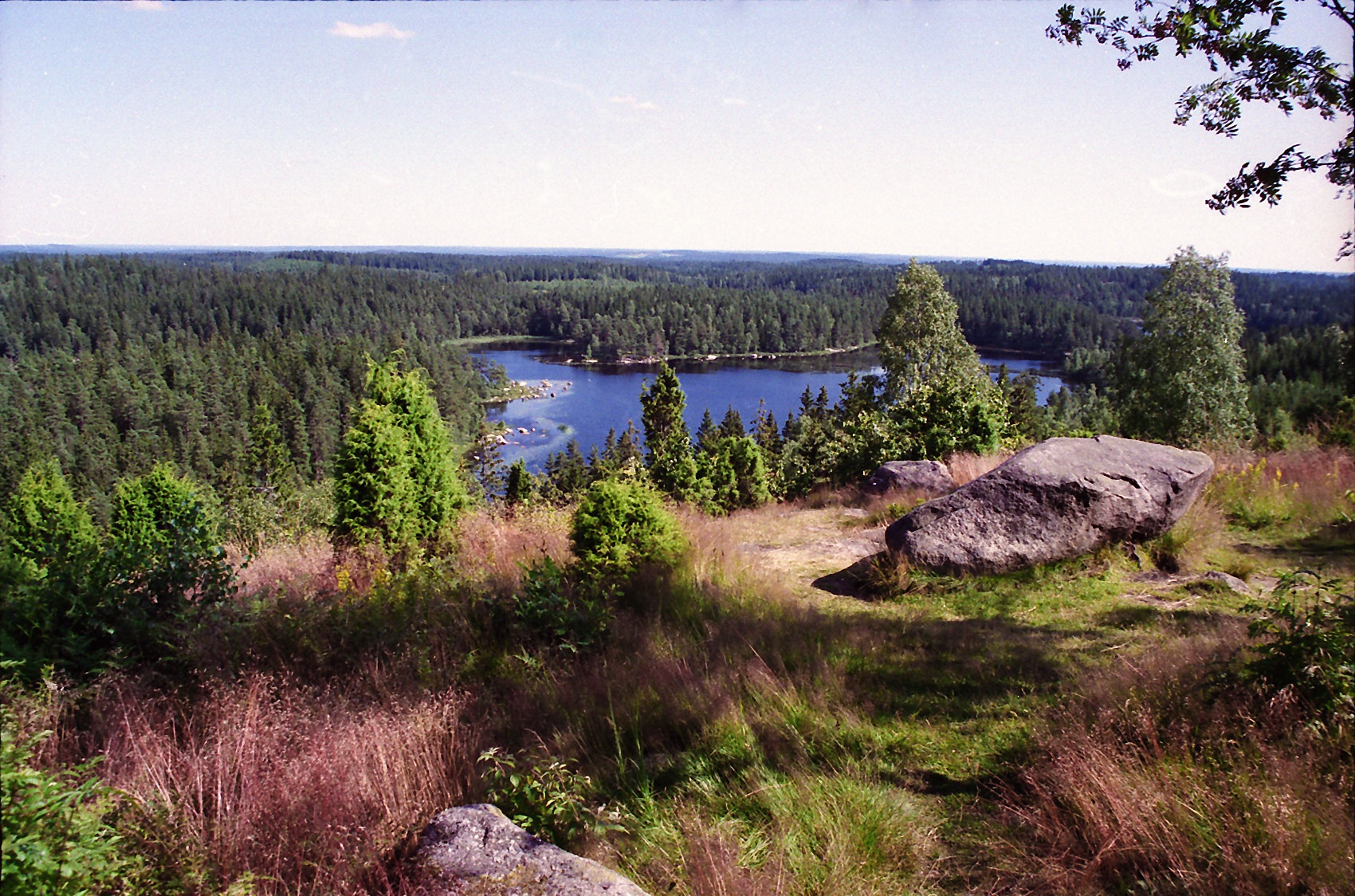
Utsikten från Hultaklint

Bergs socken ligger norr om Helgasjön vid Mörrumsåns övre lopp. Socknen är en kuperad skogsbygd, rik på mossar och småsjöar.
1926 lät författarinnan Elin Wägner bygga huset Lilla Björka, där hon sedan bosatte sig. Den 16 december 1994 bildades stiftelsen "Elin Wägners Lilla Björka".
Under Hultaklint, vid Lädja norr om Berg, ligger Singoallas grotta vid en bergsbrant som stupar lodrätt i en 20 meter djup källsjö. Berget med en utsikt i tre väderstreck, upp till fem mils räckvidd. Här utspelar sig det tragiska slutet i Viktor Rydbergs roman om kärlekshistorien mellan riddaren Erland Månesköld och zigenarflickan Singoalla. Rydberg var själv i unga år informator på Bergs herrgård och fascinerades av den romantiskt belägna grottan.

## Fornminnen
Hjulatorps hällristning från bronsåldern finns vid Hjulatorp. Hällkistor återfinns vid Berg och Hjulstorp, flera rösen och några järnåldersgravfält finns här.

## Namnet
Namnet (1273 Byärg), är övertaget från kyrkbyn.